# Un altro varietà
Un altro varietà è stato un programma televisivo italiano trasmesso da Rai 2 per otto settimane, dal 26 settembre al 14 novembre 1986 il venerdì sera alle 20:30,  con la regia di Antonello Falqui.
La scenografia era di Mario Fiorespino, i costumi di Silvana Pantani, le coreografie di Tony Ventura e la direzione musicale di Gianni Ferrio. 
Il cast era composto da Daniele Formica, Marina Confalone, Emanuela Giordano, Gerardo Scala, Aldo Ralli, Rodolfo Laganà, Massimo Lanzetta, Paola Tiziana Cruciani, Franca D'Amato, Sergio Rubini e Gli Specchio.

## Il programma
La scenografia ricostruiva un vecchio caffè concerto, abbandonato dopo un incendio e rovinato dal tempo, e in seguito occupato da artisti di talento, che si esibiscono in numeri della rivista classica: il fantasista, il comico, il fine dicitore..
Ogni puntata ospitava un personaggio famoso (Maurizio Micheli, Paolo Rossi, Massimo Venturiello, Roberto Bencivenga) e un'attrice che, di volta in volta, interpretava la vedette (Corinne Cléry, Iris Peynado, Barbara Bouchet, Barbara De Rossi, Paola Pitagora, Senta Berger, Agostina Belli e Marina Suma).